# Ouénou (Nikki)
Ouénou è un arrondissement del Benin situato nella città di Nikki (dipartimento di Borgou) con 12.099 abitanti (dato 2006).